# Federico de Madrazo y Kuntz
Federico de Madrazo y Küntz (Roma, 9 de fevereiro de 1815 – Madrid, 10 de junho de 1894) foi um conhecido pintor oitocentista espanhol.

## Biografia
Descendente da aristocratas alemães por via materna, filho do pintor José de Madrazo y Agudo, de quem foi discípulo, e pai do famoso pintor Raimundo de Madrazo y Garreta. Frequentou a Real Academia de Belas-Artes de São Fernando, onde pintou o seu primeiro quadro, A Ressurreição de Cristo, no ano de 1829, o qual foi comprado pela rainha Cristina da Suécia. Pouco tempo depois, pintava Aquiles na sua tenda, e, em seguida, A Parada de Cipião, que lhe assegurou a admissão como acadêmico, "por mérito".
Enquanto decorava o palácio da Vista Alegre, começou a pintar retratos. Em 1852 mudou-se para Paris, onde estudou com Winterhalter, e onde pintou notáveis retratos do famoso Barão Taylor e de Ingres.

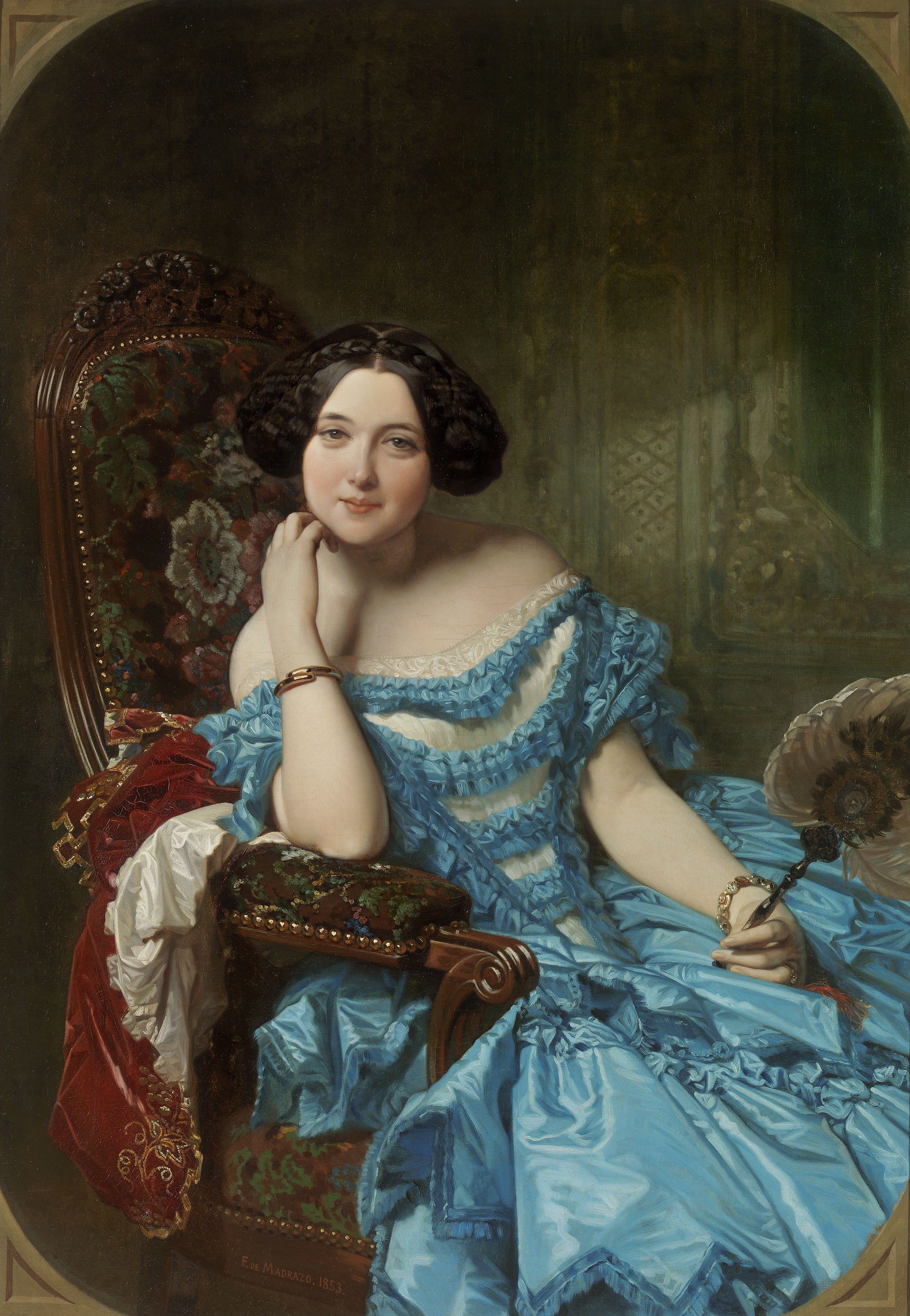
Federico de Madrazo y Kuntz, A Condessa de Vilches, Museu do Prado, Madrid, Espanha.

Em 1837 foi contratado para criar um quadro para a galeria de Versalhes, e pintou "Godofredo de Bulhão proclamado Rei de Jerusalém".
O artista mudou-se, então, para Roma, na Itália, dedicando-se a diversos temas, sacros e, inexplicavelmente, profanos. Pintou, aqui, Maria Cristina vestida de Freira na cabeceira de Fernando III, em 1843, Rainha Isabel, A Duquesa de Medina-Coeli, e A Condessa de Vilches, além de um número considerável de retratos da aristocracia espanhola, alguns dos quais foram expostos na grande exposição de 1855.
Recebeu a Legião de Honra em 1846. Tornou-se membro correspondente da École des Beaux-Arts a 10 de Dezembro de 1853, e, em 1873, com a morte de Schnorr, tornou-se no membro estrangeiro designado.
Depois da morte do seu pai, sucedeu-lhe como director da Galeria do Prado e como presidente da Real Academia de Belas-Artes de São Fernando. Introduziu então, na Espanha, a produção artística em jornais e revistas, como em El Artiste, El Renacimiento, e El Semanario Pintoresco. Seu irmão, Don Luis de Madrazo, ficou também conhecido como pintor, principalmente pelo Enterro de Santa Cecília, pintado em 1855. Federico Madrazo foi professor do pintor Miguel Navarro y Cañizares que fundou a Academia de Belas Artes da Bahia.

## Morte
Don Federico faleceu em Madri, em 1894.

## Galeria

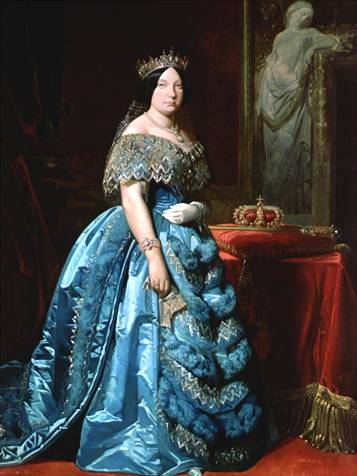
Isabel II
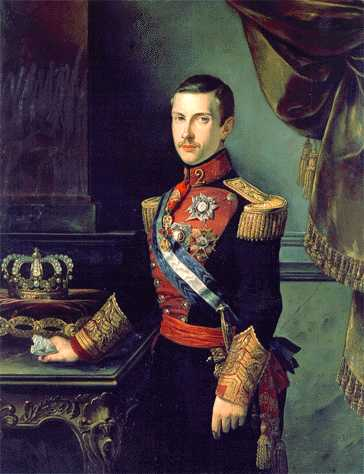
Francisco de Asís de Borbón
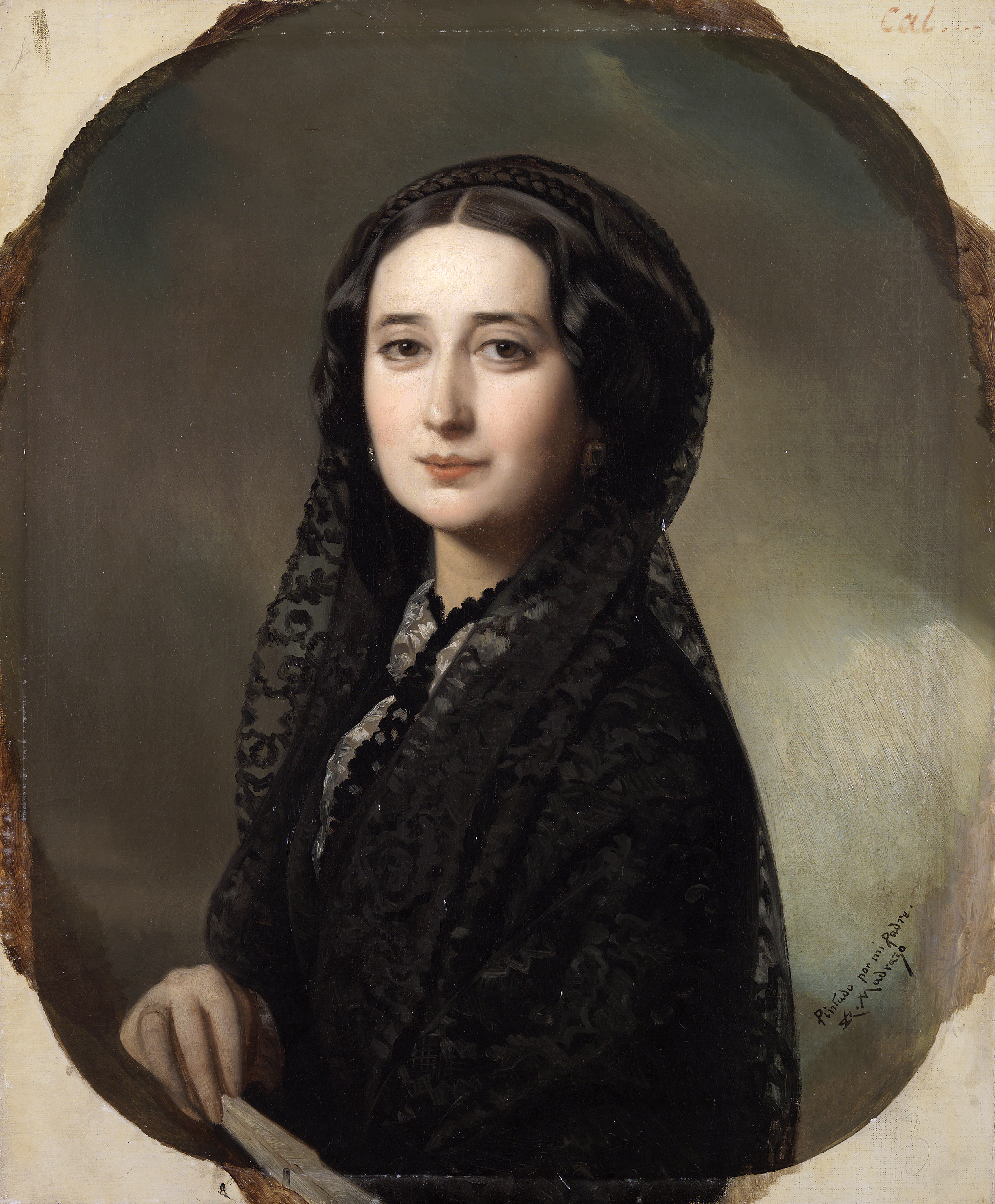
Carolina Coronado
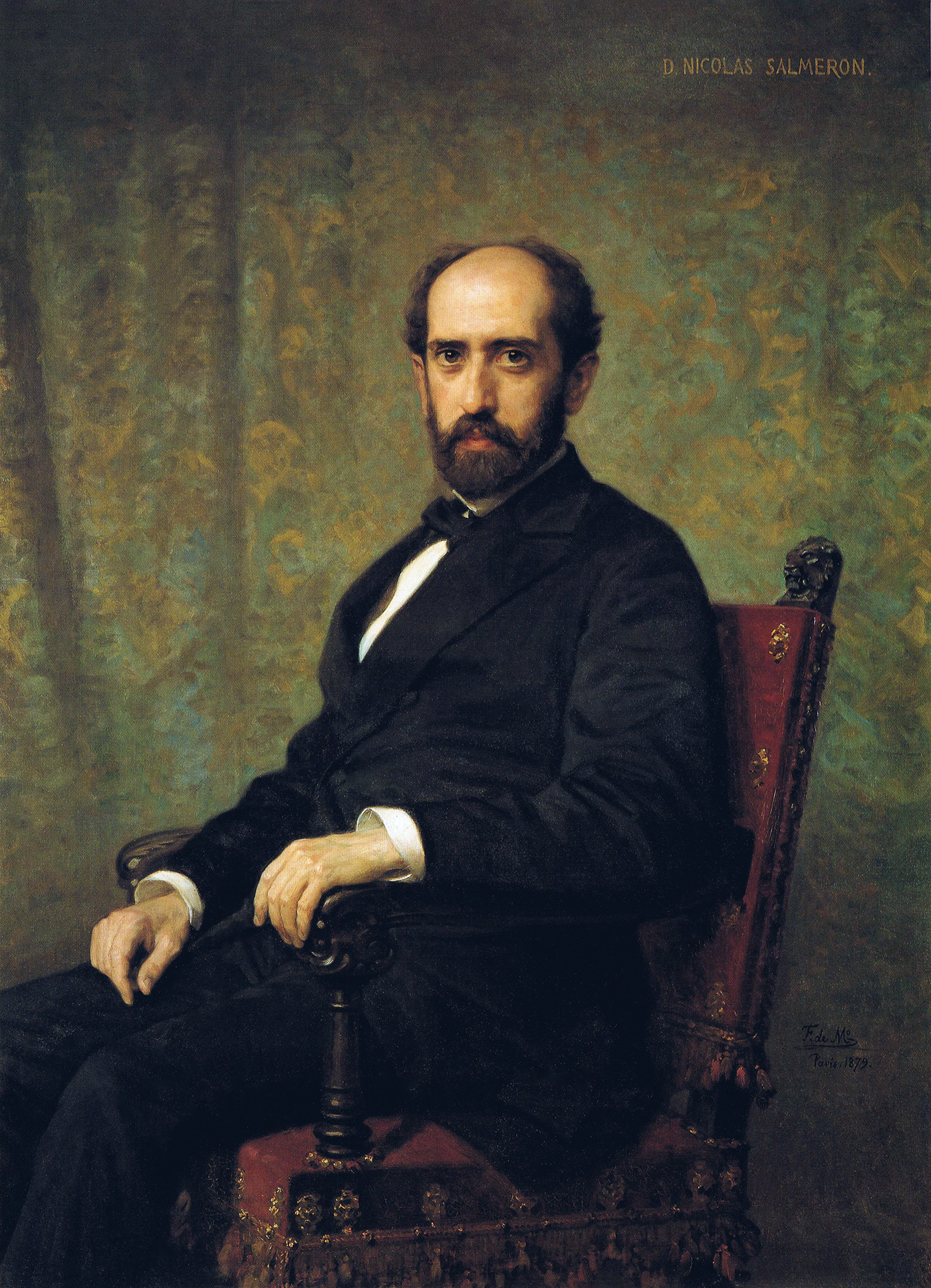
Nicolás Salmerón
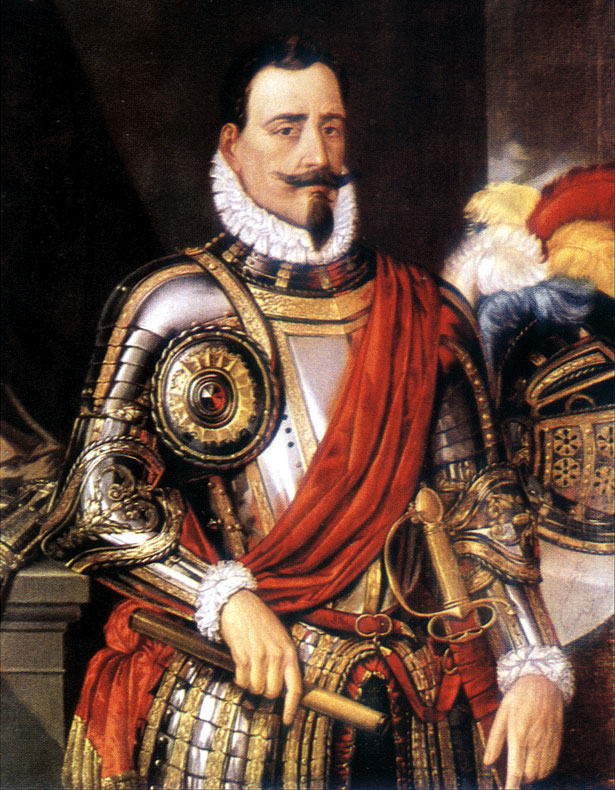
Pedro de Valdivia